# 2000년 이전의 신성 목록
2000년 이전 신성 목록은 2000년 이전에 발견된 신성들의 목록이다.

## 목록
| 년도   | 신성                 | 최대 밝기 (겉보기 등급) |
| ------ | -------------------- | ----------------------- |
| 1891년 | 마차부자리 T         | 3.8                     |
| 1898년 | 궁수자리 V1059       | 4.5                     |
| 1899년 | 물병자리 V606        | 5.5                     |
| 1901년 | 페르세우스자리 GK    | 0.2                     |
| 1903년 | 신성 쌍둥이자리 1903 | 6                       |
| 1905년 | 신성 물병자리 1905   | 7.3                     |
| 1910년 | 신성 도마뱀자리 1910 | 4.6                     |
| 1912년 | 신성 쌍둥이자리 1912 | 3.5                     |
| 1918년 | 물병자리 V603        | −1.8                    |
| 1919년 | 신성 거문고자리 1919 | 7.4                     |
| 1919년 | 신성 뱀주인자리 1919 | 7.4                     |
| 1920년 | 신성 백조자리 1920   | 2.0                     |
| 1925년 | 화가자리 RR          | 1.2                     |
| 1934년 | 허큘리스자리 DQ      | 1.4                     |
| 1936년 | 도마뱀자리 CP        | 2.1                     |
| 1939년 | 외뿔소자리 BT        | 4.5                     |
| 1942년 | 고물자리 CP          | 0.3                     |
| 1943년 | 신성 물병자리 1943   | 6.1                     |
| 1950년 | 도마뱀자리 DK        | 5.0                     |
| 1960년 | 허큘리스자리 V446    | 2.8                     |
| 1963년 | 허큘리스자리 V533    | 3                       |
| 1970년 | 뱀자리 FH            | 4                       |
| 1975년 | 백조자리 V1500       | 2.0                     |
| 1975년 | 방패자리 V373        | 6                       |
| 1976년 | 여우자리 NQ          | 6                       |
| 1978년 | 백조자리 V1668       | 6                       |
| 1984년 | 여우자리 QU          | 5.2                     |
| 1986년 | 센타우루스자리 V842  | 4.6                     |
| 1991년 | 허큘리스자리 V838    | 5.0                     |
| 1992년 | 백조자리 V1974       | 4.2                     |
| 1999년 | 물병자리 V1494       | 5.03                    |
| 1999년 | 돛자리 V382          | 2.6                     |
| 2002년 | 외뿔소자리 V838      | 6.75                    |